# 털마치우

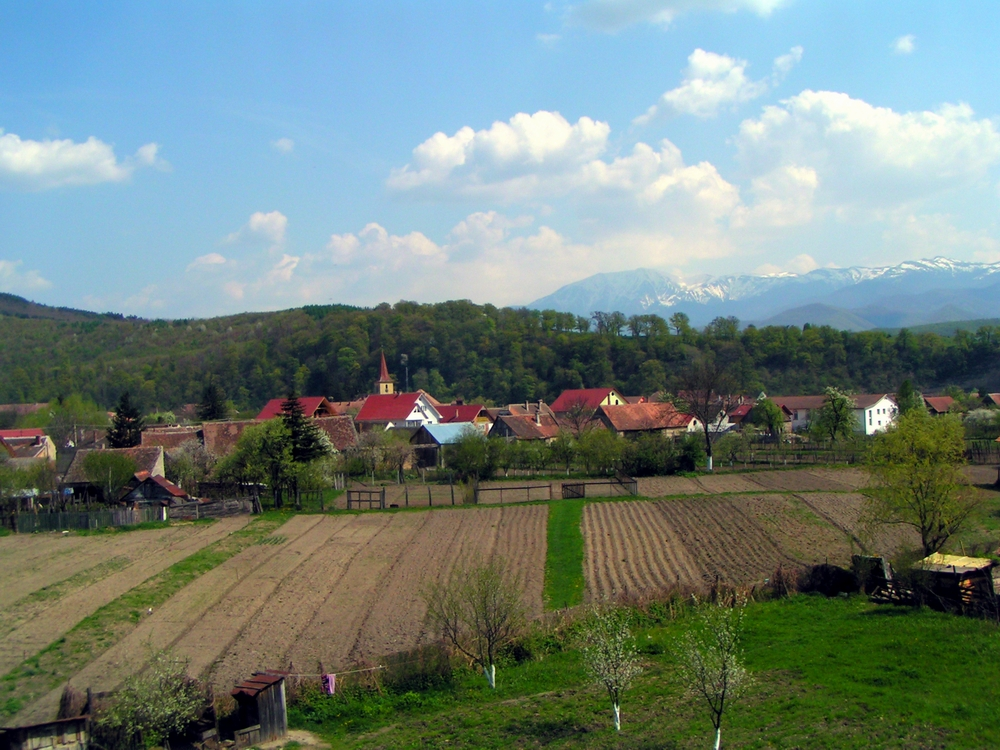
털마치우

털마치우(루마니아어: Tălmaciu, 독일어: Talmesch 탈메슈[*], 헝가리어: Nagytalmács 너지털마치[*])는 루마니아 시비우주의 도시로 인구는 6,527명(2011년 기준)이다. 시비우에서 남쪽으로 20km 정도 떨어진 곳에 위치한다.

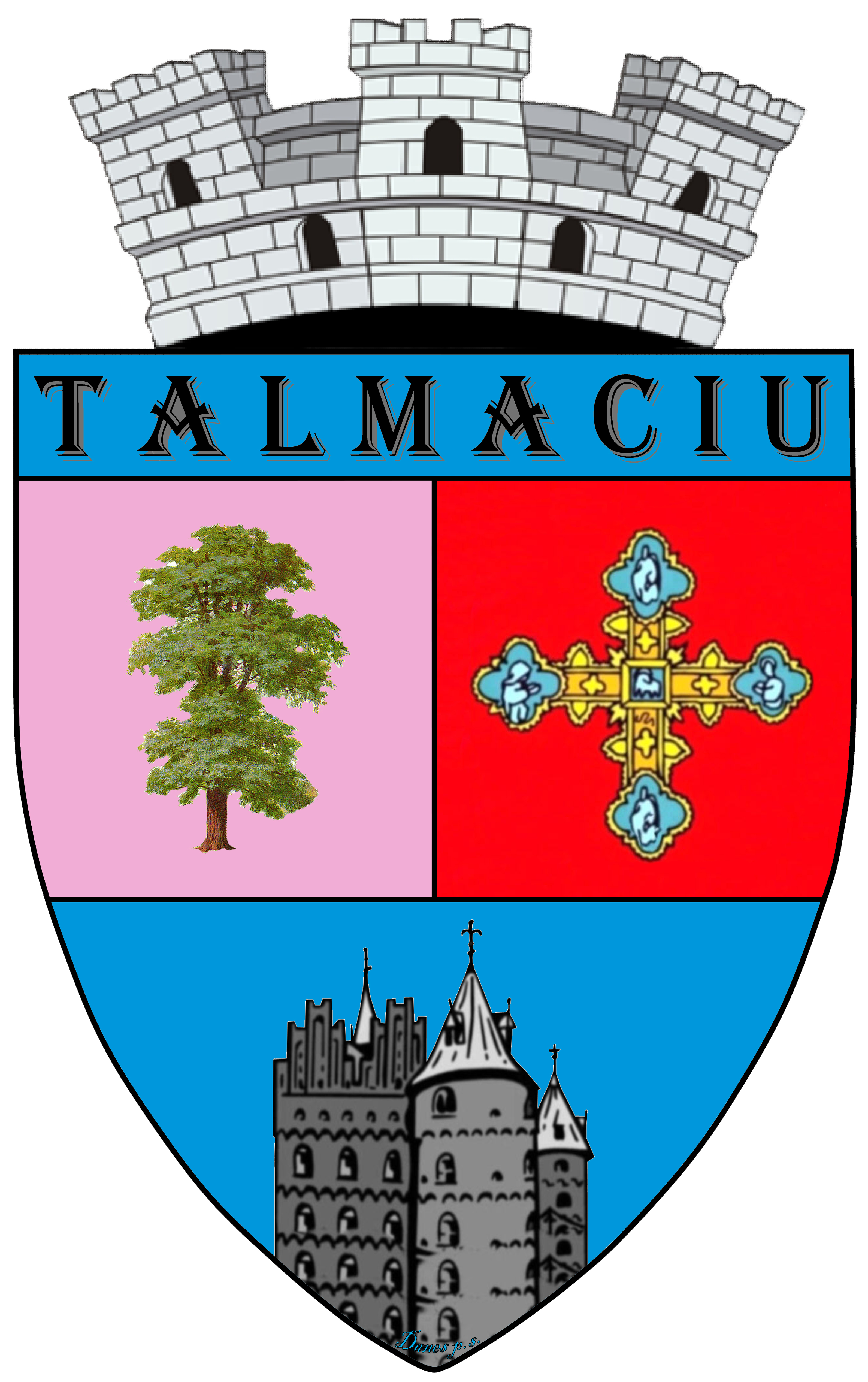
시 문장

## 인구
| 연도              | 인구  | ±%     |
| ----------------- | ----- | ------ |
| 1992              | 9,369 | —      |
| 2002              | 9,147 | −2.4%  |
| 2011              | 6,527 | −28.6% |
| 출처: Census data |       |        |